# پیام عزیزی
پیام عزیزی (زاده ‎۲۵ دی ۱۳۵۳ (پاوه) خواننده موسیقی آیینی و عرفانی اهل تسنن است. وی پس از آشنایی با محمدجلیل عندلیبی به‌طور جدی وارد حرفهٔ خوانندگی شد.

## آغاز فعالیت حرفه‌ای
پیام عزیزی ‎۲۵ دی ۱۳۵۳ در پاوه در استان کرمانشاه و مرکز منطقهٔ اورامان متولد شد. او در خانواده‌ای مذهبی که اجداداَ به موسیقی عرفانی تمایل داشتند، رشد کرد. وی پیش از آنکه خواننده باشد، قاری قرآن بود و در سال ۱۳۷۳ رتبه اول قرائت قرآن را کسب نمود.
نخستین بار زمانی که در تکایایی در خانقاه های کردستان مشغول اجرای موسیقی بود؛ با محمدجلیل عندلیبی آشنا و به پیشنهاد ایشان وارد دنیای حرفه‌ای موسیقی عرفانی شد. نخستین آلبوم خود را با آهنگسازی محمدجلیل عندلیبی به نام «با قدسیان» روانه بازار موسیقی کرد. این آلبوم در ایران و امارات متحده عربی و عمان و اروپا و سودان، مورد استقبال قرار گرفت.

## سبک موسیقی
پیام عزیزی در مجموعه آثاری که از خود منتشر کرده پیرو موسیقی عرفانی بوده و مشخصاً در آثار خود موسیقی کردی را با تلفیقی از کردی کردستان شرقی و کردستان شمالی به کار برد.

## همکاری با سامی یوسف
سامی یوسف به‌واسطهٔ سید محمد جابری که در ابتدا نوازنده دف در گروه موسیقی پیام عزیزی بوده، با او آشنا شده و سپس برای نخستین بار در بهمن ماه ۱۳۹۴ با بازخوانی دو قطعه «یا رسول‌الله یا شای مدینه» به زبان کردی و قطعه «مسلمانان» به زبان فارسی همکاری مشترک خود را با پیام عزیزی آغاز کرد.

## همکاری با سایر هنرمندان
پیام عزیزی در فصل بهار برای ویژه‌برنامه تحویل سال ۱۳۹۵ موزیک ویدیو مشترکی را با همکاری خوانندگان مطرحی همچون رضا صادقی، سعید شهروز، محمد علیزاده، مهدی یراحی و مرتضی پاشایی منتشر کرد.
در طول فعالیت هنری خود در تولید آلبوم‌های موسیقی خود با افرادی چون محمدجلیل عندلیبی، مجتبی میرزاده، علی پژوهشگر و پاشا هنجنی و کامکارها همکاری کرد.

## کنسرت‌ها و فعالیت‌های بین‌المللی
در سال ۱۳۹۵ کنسرت خیریه‌ای در شهر سنندج استان کردستان با هدف حمایت از کودکان بی‌سرپرست با شعار «می‌خواهیم آرام خاطر کودکان نیازمند و بی‌سرپرست باشیم» برگزار کرد. این کنسرت با همکاری شرکت فرهنگی هنری ترانه‌سرای آبیدر با آهنگسازی پیام سلیم خرد اجرا شد.
در سال ۱۳۹۶ با همیاری اداره کل همکاری‌های فرهنگی و امور ایرانیان خارج از کشور به روسیه اعزام شد و در موسیقی کنسرواتوار چایکوفسکی مسکو که از معتبرترین کنسرواتوارهای دنیا بوده و به مناسبت میلاد حضرت رسول برگزار شده بود، همراه با گروه موسیقی «با قدسیان» به اجرای موسیقی پرداخت و موفق شده از سوی روس لان میلد زیخوف وزیر وقت فرهنگ جمهوری اوستیای شمالی مورد تقدیر قرار بگیرد.
در ۱۰ دسامبر ۲۰۱۷ با گروه موسیقی خود در سالن ارکسترون مسکو در پایتخت روسیه و همچنین در سالن فیلادرمونی در شهرهای ولادی‌قفقاز در مرکز جمهوری اوستیای شمالی نیز به اجرای موسیقی پرداخت.
در حاشیه موسیقی کنسرواتوار چایکوفسکی نیز برای دانشجویان رشته موسیقی، کارگاه موسیقی کردی برگزار کرد.
در مرداد ۱۳۹۶ کنسرت بزرگ سنتی عرفانی خود را با گروهی هشتاد نفره از «دف‌نوازان فروزان» و «دف‌نوازان هوران» به روی صحنه برد.
در شهریور ۱۳۹۶ دو کنسرت متشکل از هزار نفر دف نواز در مراسم اختتامیه هفتمین دوره جشنواره سراسری دف‌نوازی «دف نوای رحمت» و همچنین نخستین دوره جشنواره بین‌المللی «دف نوای رحمت» به روی صحنه برد.
عضویت در هیئت داوران چهارمین دوره جشنواره بین‌المللی مولودی‌خوانی «هه‌تاو» از دیگر فعالیت‌های هنری پیام عزیزی است.
در ۱۹ اسفند ۱۳۹۷ پیام عزیزی به همراه گروه موسیقی «ئه‌وین» و با همکاری اداره کل فرهنگ و ارشاد اسلامی استان کردستان، دکتر سید مهدی فرشادان نماینده مردم سنندج در مجلس، اداره کل بهزیستی استان کردستان، شهرداری سنندج، صدا و سیمای مرکز کردستان، اداره کل ورزش و جوانان استان کردستان، کنسرت خیریهای به حمایت از کودکان بی‌سرپرست برای هدیه شب عید نوروز در سالن بزرگ آزادی شهر سنندج استان کردستان برگزار کرد که به لطف کمک‌های نقدی افراد خیر و نیکوکار کُردستان حاصل این کنسرت ۳ میلیارد ریال وجه نقد بود که توسط خبرگزاری‌ها مورد تأیید قرار گرفت.
همچنین پیام عزیزی در ۲۶ فروردین ۱۳۹۸ در جشنواره بین‌المللی نیکوکاری سلیمانیه در اقلیم کردستان عراق؛ با حضور پروفسور دکتر «علی قره‌داغی» دبیرکل اتحادیه جهانی علمای مسلمان، کنسرت خیریه برگزار می‌کند.

## تقدیرها
- تقدیر در جشنواره ذکر و ذاکرین ۱۳۹۵
- تقدیر در جشنواره موسیقی فجر
- تقدیر در جشنواره بین‌المللی دف‌نوازی نوای رحمت با گروه هزار دف
- اهدای تقدیرنامه عالی افتخاری توسط «روس لان میلد زیخوف» وزیر فرهنگ جمهوری اوستیای شمالی ـ آلانیا در کشور روسیه[۲۲]
- در اسفند ۱۳۹۶ کنسرواتوار چایکوفسکی مسکو به عنوان نخستین هنرمند در دنیا، با اهدای لوح تقدیر به صورت ویژه، پیام عزیزی را مورد تقدیر قرار داد.[۲۳]

## آلبوم
| نام آلبوم     | آهنگساز                     |
| با قدسیان     | محمدجلیل عندلیبی            |
| لبیک          | مجتبی میرزاده               |
| پیام عاشقان   | علی پژوهشگر و پاشا هنجنی    |
| ملکا          | علی پژوهشگر و پاشا هنجنی    |
| سروکی دل      | کامکارها                    |
| خورشید مستان  | هوشنگ کامکار، ارسلان کامکار |
| بارگاه        | کامکارها                    |
| محمّد رسول‌الله | فردین لاهورپور              |